# Soline (Sali)
Soline falu Horvátországban Zára megyében. Közigazgatásilag Salihoz tartozik.

## Fekvése
Zárától légvonalban 28 km-re nyugatra, községközpontjától légvonalban 32 km-re, közúton 41 km-re északnyugatra a Dugi-sziget északnyugati részén, a tágas Solišćica-öböl keleti partján fekszik.

## Története
A települést 1114-ben említik először, a sziget egyik legősibb települése. Nevét régi sólepárló telepeiről kapta. Az eredeti falu egy termékeny mező szélén települt, mivel az itt élők elsősorban a mezőgazdaságból éltek. A betelepülés a következő időszakban is folytatódott. A tengerészet és a halászat fejlődésének következtében a falu a part közelében fekvő magaslatokra terjeszkedett, míg magában az öbölben kisebb raktár épült, amely a halászathoz szükséges felszerelések tárolására szolgált.
A falu területe a sziget többi részéhez hasonlóan Zárához tartozott, majd 1409-től a várossal együtt a Velencei Köztársaság része lett. A 18. század végén Napóleon megszüntette a Velencei Köztársaságot. Dugi otok 1797 és 1805 között Habsburg uralom alá került, majd az egész Dalmáciával együtt a Francia Császárság része lett. 1815-ben a bécsi kongresszus újra Ausztriának adta, amely a Dalmát Királyság részeként Zárából igazgatta 1918-ig. A településnek 1857-ben 225, 1910-ben 329 lakosa volt. Az első világháborút követően előbb a Szerb-Horvát-Szlovén Királyság, majd Jugoszlávia része lett. A népesség nagyarányú csökkenése az 1970-es években megindult kivándorlás (főként Amerikába és Ausztráliába) miatt történt. A falunak 2011-ben 38 lakosa volt, akik hagyományosan mezőgazdasággal, halászattal és újabban egyre inkább turizmussal foglalkoznak.

## Lakosság
| Lakosság változása | Lakosság változása | Lakosság változása | Lakosság változása | Lakosság változása | Lakosság változása | Lakosság változása | Lakosság változása | Lakosság változása | Lakosság változása | Lakosság változása | Lakosság változása | Lakosság változása | Lakosság változása | Lakosság változása | Lakosság változása |
| ------------------ | ------------------ | ------------------ | ------------------ | ------------------ | ------------------ | ------------------ | ------------------ | ------------------ | ------------------ | ------------------ | ------------------ | ------------------ | ------------------ | ------------------ | ------------------ |
| 1857               | 1869               | 1880               | 1890               | 1900               | 1910               | 1921               | 1931               | 1948               | 1953               | 1961               | 1971               | 1981               | 1991               | 2001               | 2011               |
| 225                | 0                  | 249                | 297                | 304                | 329                | 329                | 329                | 384                | 376                | 347                | 356                | 145                | 124                | 66                 | 38                 |

## Nevezetességei
- Szent Jakab apostol tiszteletére szentelt plébániatemplomát a 15. században említik először. 1547-ben megújították és kőlapokkal burkolták, amelyre a bejárat feletti glagolita betűs tábla emlékeztetett. Ez azonban 1879-ben egy villámcsapás következtében megsemmisült. A templomban őriznek egy értékes gótikus kelyhet, amelynek talpába latin felirat van bevésve. Ez alapján eredetileg a vránai Szent Gergely templomnak készült, Solinére csak később hozták. A templomnak egy zárai nemes Jakov Fanfonja özvegye Dobra adományozta. Fennmaradt egy 1397. augusztus 24-én kelt végrendelet is, amelyben az özvegy 300 dukátot adományoz a templom építésére. A templom titulusát is minden bizonnyal az adományozó elhunyt férje neve alapján kapta. A templomot 1424-ben „Ecclesia S. Jacobi posita in Puncta Insulae Magnae” (a nagy sziget fokán elhelyezkedő Szent Jakab egyháza) alakban említik. A plébániaházat 1850-ben építették, 1896-ban bővítették.
- Soline közelében, mindössze húsz percnyi útra fekszik a Saharun-öböl, amelynek strandja sok turistát vonz ide.

## Galéria
- A település bejárata
- Tengerparti részlet
- Hajók a Saharun-öbölben
- A Szent Jakab templom harangtornya
- Az iskola épülete
- A plébániatemplom belseje

## Fordítás
- Ez a szócikk részben vagy egészben  a   Soline (Sali) című horvát Wikipédia-szócikk ezen változatának fordításán alapul.  Az eredeti cikk szerkesztőit annak laptörténete sorolja fel. Ez a jelzés csupán a megfogalmazás eredetét és a szerzői jogokat jelzi, nem szolgál a cikkben szereplő információk forrásmegjelöléseként.